# Матфей 1:7
Евангелие от Матфея 1:7 — седьмой стих первой главы Евангелия от Матфея в Новом Завете (Мф. 1:7). Этот стих является частью раздела, в котором приводится генеалогия Иосифа, отца Иисуса.

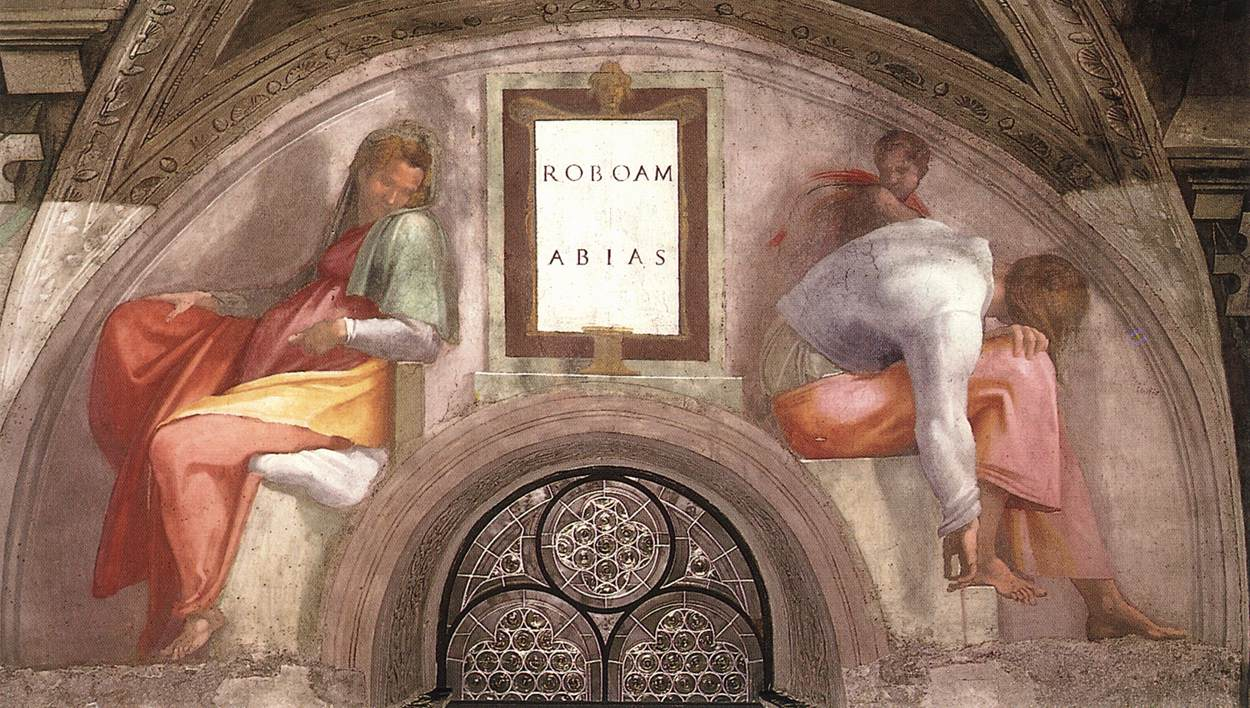
Микеланджело. Ровоам — Авия

## Содержание
В Синодальном Переводе текст гласит:
Соломон родил Ровоама; Ровоам родил Авию; Авия родил Асу;

## Анализ
Эта часть родословной совпадает со списком царей Иудеи, присутствующем и в ряде других частей Библии. В отличие от других частей генеалогии Матфея, этот перечень полностью соответствует другим источникам. Первым в списке стоит царь Израиля Соломон, правивший ок. 962 г. до н. э. — ок. 922 г. до н. э. Затем следует генеалогия царей Иудеи, начиная с Ровоама, правление которого Уильям Ф. Олбрайт датирует периодом с 922 г. до н. э. по 915 г. до н. э. Сын Ровоама Авия правил после смерти отца в течение 2 лет, а его сын Аса правил с 913 г. до н. э. по 873 г. до н. э. Ровоам наиболее прославился тем, что правил во время распада своего царства и гражданской войны между коленами Израиля. Его сын Авия правил недолго и безуспешно. Долгое правление Асы / Асафа было более успешным.
Роберт Х. Гандри считает, что добавление «φ» к имени Асы является попыткой связать царя с Асафом, которому приписывается Псалом 78, тогда как Псалом 78 содержит важные мессианские пророчества. Раймонд Э. Браун и большинство других учёных считают это скорее ошибкой, а не схемой, и большинство переводчиков Библии «исправляют» Евангелия Матфея в этом стихе. Кто допустил ошибку, неясно. Автор Евангелия от Матфея мог работать с неверным источником, либо он сам допустил ошибку или ранний переписчик Евангелия мог добавить эту букву.